# Armement antique

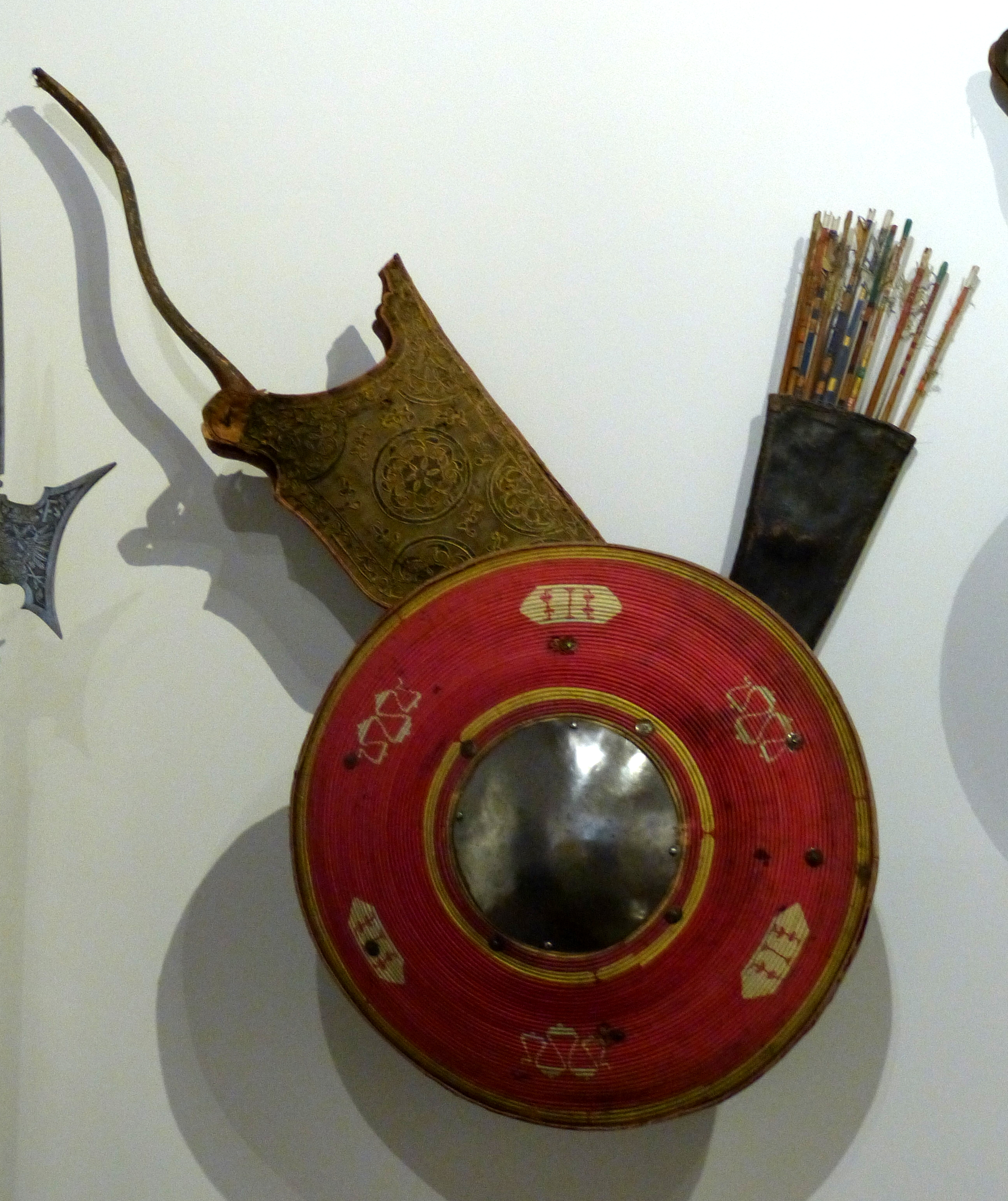
Arc, carquois et bouclier rond ottoman (XVIe siècle).

 (mars 2023).
La mise en forme du texte ne suit pas les recommandations de Wikipédia : il faut le « wikifier ».
Les points d'amélioration suivants sont les cas les plus fréquents. Le détail des points à revoir est peut-être précisé sur la page de discussion.
- Les titres sont pré-formatés par le logiciel. Ils ne sont ni en capitales, ni en gras.
- Le texte ne doit pas être écrit en capitales (les noms de famille non plus), ni en gras, ni en italique, ni en « petit »…
- Le gras n'est utilisé que pour surligner le titre de l'article dans l'introduction, une seule fois.
- L'italique est rarement utilisé : mots en langue étrangère, titres d'œuvres, noms de bateaux, etc.
- Les citations ne sont pas en italique mais en corps de texte normal. Elles sont entourées par des guillemets français : « et ».
- Les listes à puces sont à éviter, des paragraphes rédigés étant largement préférés. Les tableaux sont à réserver à la présentation de données structurées (résultats, etc.).
- Les appels de note de bas de page (petits chiffres en exposant, introduits par l'outil «  Source ») sont à placer entre la fin de phrase et le point final[comme ça].
- Les liens internes (vers d'autres articles de Wikipédia) sont à choisir avec parcimonie. Créez des liens vers des articles approfondissant le sujet. Les termes génériques sans rapport avec le sujet sont à éviter, ainsi que les répétitions de liens vers un même terme.
- Les liens externes sont à placer uniquement dans une section « Liens externes », à la fin de l'article. Ces liens sont à choisir avec parcimonie suivant les règles définies. Si un lien sert de source à l'article, son insertion dans le texte est à faire par les notes de bas de page.
- La présentation des références doit suivre les conventions bibliographiques. Il est recommandé d'utiliser les modèles {{Ouvrage}}, {{Chapitre}}, {{Article}}, {{Lien web}} et/ou {{Bibliographie}}. Le mode d'édition visuel peut mettre en forme automatiquement les références.
- Insérer une infobox (cadre d'informations à droite) n'est pas obligatoire pour parachever la mise en page.

Pour une aide détaillée, merci de consulter Aide:Wikification.
Si vous pensez que ces points ont été résolus, vous pouvez retirer ce bandeau et améliorer la mise en forme d'un autre article.
 (février 2008).
Si vous disposez d'ouvrages ou d'articles de référence ou si vous connaissez des sites web de qualité traitant du thème abordé ici, merci de compléter l'article en donnant les références utiles à sa vérifiabilité et en les liant à la section « Notes et références ».
L'armement antique désigne l'ensemble des armes, équipements et techniques militaires utilisés par les civilisations de l'Antiquité, une période historique s'étendant approximativement du IIIe millénaire av. J.-C. jusqu'au Ve siècle. Cette époque a vu le développement de nombreuses innovations dans le domaine militaire, influençant profondément les stratégies de guerre et l'organisation des sociétés anciennes.
L'évolution de l'armement antique reflète les progrès technologiques, les changements sociaux et les interactions culturelles entre les différentes civilisations. Des armes primitives en pierre et en bois de la préhistoire aux complexes machines de siège, en passant par le développement de la métallurgie et l'apparition d'armures sophistiquées, l'histoire de l'armement antique témoigne de l'ingéniosité humaine et de l'importance accordée à l'art de la guerre dans les sociétés anciennes.

## Armes communes à tous les peuples
- Armement préhistorique
- Épée
- Arc
- Fronde
- Bouclier
- Lance

## Assyrie
- Char cuirassé porteurs de gros bélier et de tortue
- Arc à flèches
- Fronde
- Épée courte
- Dague

## Babylone
- Sabre (très courbé)

## Chine
- Arbalète à répétition Chu ko nu

## Égypte antique
- Char de guerre
- Hache
- Khepesh

## Grèce antique
- l'aspis : bouclier rond utilisé par la cavalerie et l'infanterie.
- la gastrophète[1] : arme de trait au principe analogue à celui de l'arbalète, qui s'arme en prenant appui sur le ventre.
- le kopis : sorte de sabre au tranchant en S, d'environ 66 cm, très employé dans la cavalerie Macédonienne.
- la sarisse : lance d'origine macédonienne, d'une longueur de 4,6 m à l'origine puis jusqu'à 7,6 m, munie d'une pointe en fer à chaque extrémité[2].
- le xiphos[3] : épée courte, de trente à cinquante centimètres de long, utilisée pour le corps-à-corps ; sa postérité est le glaive des Romains.

## Empire deSumer
- Pique, lance très longue utilisée aussi par d'autres peuples, notamment par la phalange grecque

## Rome antique

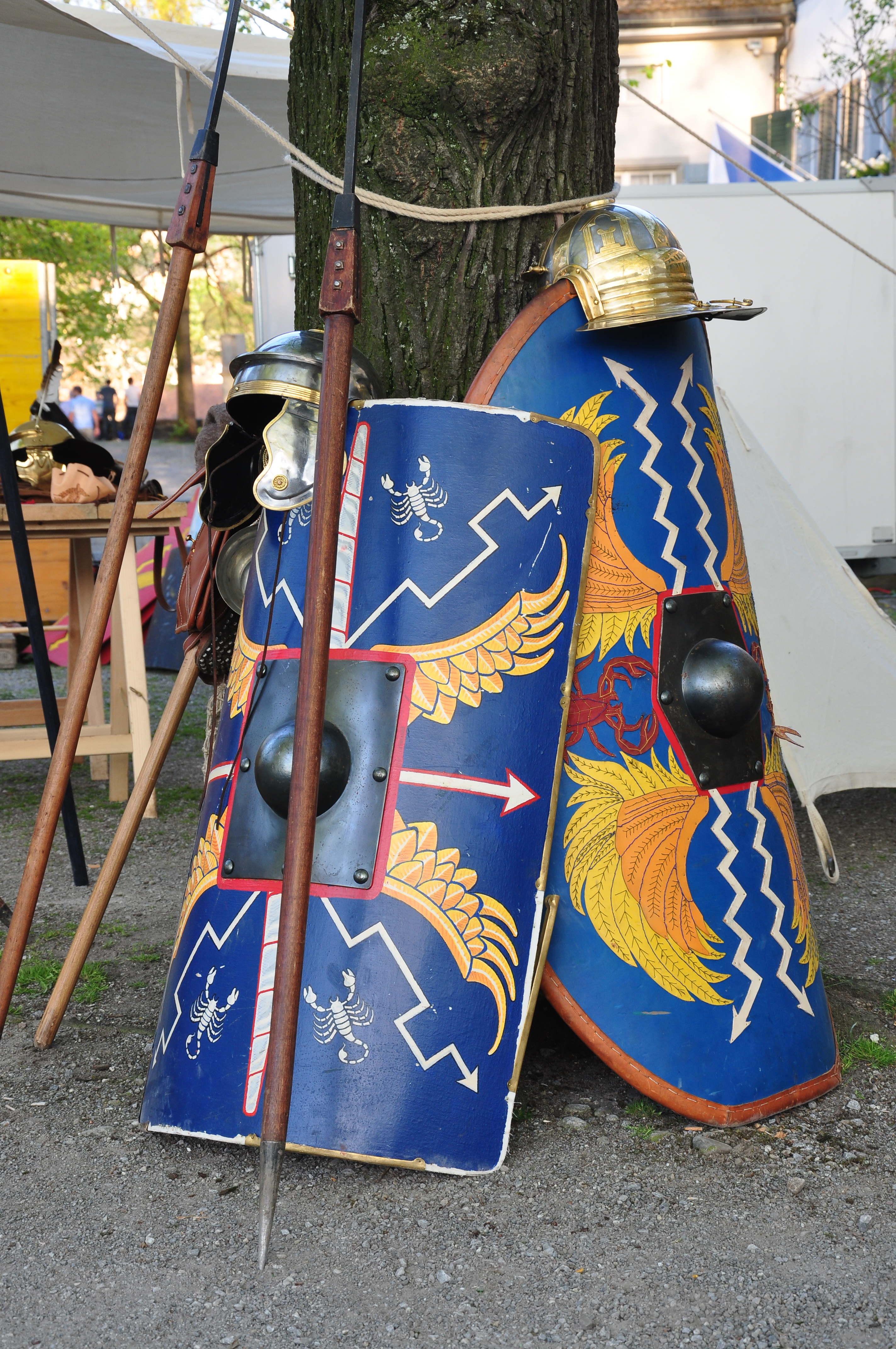
Reproduction d'armes romaines : casques, scutum et pilum.

Note : les pays entre parenthèses sont les pays d'où l'arme est originaire
- Aklys : javelot romain mesurant environ 2 m de longueur, jeté à l'aide d'un bracelet en cuir ou amentum ;
- Baliste, (Grèce) ;
- Glaive : épée courte faisant partie de l'équipement d'un légionnaire (Ibérie) ;
- Javelot : Lance légère faite pour être lancée ;
- Onagre, (Grèce) ;
- Pilum : arme de jet semblable à un javelot que le légionnaire utilisait (Latium) ;
- Plumbatae : fléchettes lestées ;
- Sica : arme blanche à lame recourbée utilisée pour blesser en contournant le bouclier adverse (Dacie) ;
- Spatha : épée longue utilisée principalement par les cavaliers ;
- Scutum : grand bouclier rectangulaire (Samnium) ;
- Tour de siège, (Grèce) ;
- Trident : arme à trois pointes (équipement du gladiateur rétiaire).

## Peuplesceltes
- Cotte de mailles
- Fronde
- Javeline

## Peuplesgermaniques
- Francisque, hache de jet.
- Hache
- Javelot,arme de jet légère.
- Spatha, épée longue.

## Peuplessarmates
- Cataphracte
- Konto

## Tribusdaces
- La Sica, connue également sous le nom de falx ou romphaïa